# Danelaw

Engeland in 878. Het Danelaw-gebied is in beige.

De Danelaw (letterlijk: "Denenwet"; uitspraak: [ˈdeɪnˌlɔ] deen-loh, ook bekend als de Danelagh; Oudengels: Dena lagunema; Deens: Danelagen), was een door Deense Vikingen gekoloniseerd gebied in Noord- en Oost-Engeland in de 9e en 10e eeuw. De term komt uit de Anglo-Saxon Chronicle.
In het najaar van 865 viel het Deense Grote heidense leger in East Anglia Engeland binnen. Dit leger bestond uit een coalitie van Deense en andere Scandinavische krijgsheren. In tegenstelling tot eerdere generaties Vikingen, die de Britse kust voor het eerst plunderden in 793 bij Lindisfarne, waren deze Noormannen echter van plan om het land te veroveren en zich er permanent te vestigen. Na 865 kwamen er dan ook nog meer migratiegolven vanuit Denemarken, Noorwegen en Zweden op gang.
De Vikingen behaalden jarenlang meerdere overwinningen op de Angelsaksische vorstendommen en veroverden steeds meer gebied. Northumbria, Essex, East Anglia en de oostelijke helft van Mercia werden onder de voet gelopen. Wessex bleek tijdens de veldtocht van 870–1 echter te sterk voor de veroveraars en zij trokken zich terug naar Londen. In 875 splitste het Grote heidense leger zich in een noordelijk en zuidelijk deel, waarna twee legerleiders zich hebben uitgeroepen tot koning: Halfdan Ragnarsson vestigde zich als koning in York (het begin van het Koninkrijk Jorvik), terwijl Guthrum zijn koninkrijk vestigde in East Anglia en Essex, en bleef strijden tegen Wessex. In de Slag bij Edington in 878 wist koning Alfred de Grote van Wessex de oprukkende Denen onder koning Guthrum echter te verslaan. De slag dwong de Denen, die zich in steeds groteren getale in Engeland vestigden, tot de onderhandelingstafel.
Uiteindelijk werd de Denen in 886 een eigen gebied in Engeland toegewezen, waar ze hun eigen wetten konden laten gelden: de Danelaw. Dit verdrag bracht echter geen definitieve vrede. Vanuit zee en de Danelaw bleven de Deense Vikingen de Angelsaksische koninkrijken Mercia en Wessex aanvallen, tot de Wessex-Mercische koning Æthelstan de Denen begin 10e eeuw versloeg. Jorvik zou nog een keer zijn zelfstandigheid herwinnen, maar in 954 werd deze Noors-Deense Vikingstaat door Engeland geannexeerd en was het voorlopig afgelopen met de Danelaw. De Deen Knoet de Grote slaagde er na een invasie met Vikingen uit heel Scandinavië in om van 1016 tot 1035 koning van Engeland, later ook van Denemarken en Noorwegen te worden. Dat grote rijk viel na zijn dood weer uiteen. In 1066, 1069, 1075 en 1085 vonden nog enkele grote Noorse en Deense invasies plaats, maar deze leidden niet tot permanente verovering en kolonisatie.